# Болошнево
Болошнево — село в составе Листвянского сельского поселения Рязанского района Рязанской области.

## География
Село находится на берегу реки Рака.
До недавнего времени через село проходила трасса М-5 «Урал» Москва-Самара, но в 2009 году был сдан в эксплуатацию объездной участок вокруг села, протяженностью 8,3 километра.

## Название
Происходит от татарского слова «болош» (дитя, дитятко) и по-русски означает Дитяткино. Вероятно, один из первых жителей, поселившихся на погосте был служилый татарин по имени Болош, от которого и произошло название села.

## История
Село известно с XVI века. Во времена Ивана Грозного на месте села находился погост Загорье. Преображенская церковь в селе Болошнево (ранее Загорье) упоминается в приправочных книгах 1597 и 1598 годов. Позже здесь селились оставившие службу солдаты, крестьяне и мелкие ремесленники, которые образовали село, одноимённое названию погоста — Загорье.
В «Списках населенных мест Российской империи», изданных в 1862 году упоминается второе название села — Загорье.
В 1880 году село упоминалось ещё с двойным наименованием — Болошнево тож Загорье. Но уже в 1906 году село и погост указывались раздельно. В настоящее время ведутся работы по восстановлению храма.

## Население
| 1859 | 1897  | 1906  | 2010 |
| ---- | ----- | ----- | ---- |
| 800  | ↗1034 | ↗1322 | ↘509 |

## Инфраструктура
На месте бывшего дворянского имения расположен детский санаторий.

## Известные уроженцы и жители
В селе родился протоиерей Михаил Викторов, причисленный к лику святых как священномученик в 2006 году для общецерковного почитания.